# Klenovo
Klenovo je razpotegnjeno naselje v Moravško-Trboveljskem podolju, v Občini Laško.

## Opis
Naselje leži ob cesti, ki povezuje Hrastnik z Rimskimi Toplicami in nad potokom Ično, na strmem zahodnem pobočju hriba Kozice (515 m.n.m.), kjer je strnjeni zaselek Gorica. Samostojno naselje je od leta 1952. 